# 송숙희
송숙희(宋淑熙, 1959년 5월 5일, 부산광역시 ~ )은 대한민국의 정치인이다. 제4·5대 부산시의원이자 제7대 부산 사상구청장이다.

## 학력
- 1978년 동래여자고등학교 졸업
- 1982년 부산대학교 사회학 학사
- 1985년 부산대학교 행정대학원 행정학 석사

## 주요경력
- 1998.07~2006.06:제2~3대 부산광역시 사상구의회의원(2선, 한나라당)
- 제4대 부산광역시의회 의원(한나라당)
- 신라대학교 겸임교수
- 한나라당 부산시당 부대변인
- 부산광역시의회 윤리특별위원회 위원
- 부산광역시의회 보사환경위원회 위원 (전반기)
- 부산광역시의회 도시항만위원회 위원 (후반기)
- 부산광역시 도시공원위원회 위원
- 부산광역시의회 아시안게임지원특별위원회 위원
- 부산광역시의회 지방분권특별위원회 위원
- 부산광역시의회 예산결산특별위원회 위원
- (사)여성정책연구소 이사
- APEC 여성의제 연대 공동집행위원장
- (사)포럼신사고 감사
- 부산과학기술협의회 운영위원
- 중앙일보 열린광장 시민포럼 부산경남지역 위원
- 부산 장애인체육회 이사
- 사상구 장애인협회 후원회 수석 부회장
- 녹색도시21 부산광역시 협우회 낙동강 분과위원
- 부산광역시 청소년종합지원센터 운영위원
- 아름다운 사상을 만드는 사람들 대표
- 신모라창조 어머니모임 고문
- 삼락천 환경지킴이 고문
- 사상구 청년연합회 고문
- 부산광역시 청년연합회 자문위원
- 사상구 자원봉사센터 운영위원
- 모동초등학교 운영위원장
- 부산광역시 지방분권협의회 운영위원
- 부산미래경제포럼 운영위원
- 부산을 바꾸자 포럼 운영위원
- 2010.07.01 ~ 2014.06.30 제6대 부산 사상구청장(민선, 한나라당(민선5기 최초 여성 기초단체장))
- 2014.07.01 ~ 2018.06.30 제7대 부산 사상구청장(새누리당)
- 2019.04 ~ 남녀동수포럼 공동대표
- 국민의힘 박형준 4·7 재보궐선거 부산시장 예비후보 ‘내게 힘이 되는 캠프’ 선거대책위원회 부위원장 겸 여성총괄본부장
- 2021.04 ~ 2021.05 부산미래혁신위원회 위원
- 2021.06 ~ 부산광역시청 여성특별보좌관

## 역대 선거 결과
|  | 41.05% |

|  | 0% |

|  | 76.93% |

|  | 71.18% |

|  | 43.93% |

|  | 63.71% |

|  | 48.02% |

## 참고 자료
- 송숙희 홈페이지